# 戴維斯冰原島峰
85°37′S 166°36′E / 85.617°S 166.600°E
戴維斯冰原島峰（英語：Davis Nunataks），是南極洲的冰原島峰，位於杜費克海岸，屬於多明尼昂山脈的一部分，以美國研究隊的地磁學家命名，現時由南極條約體系管理。